# Spaniens Grand Prix 1954
Spaniens Grand Prix 1954 var det sista av nio lopp ingående i formel 1-VM 1954.  

## Resultat
1. Mike Hawthorn, Ferrari, 8 poäng
2. Luigi Musso, Maserati, 6
3. Juan Manuel Fangio, Mercedes-Benz, 4
4. Roberto Mières, Maserati, 3
5. Karl Kling, Mercedes-Benz, 2
6. Paco Godia, Maserati
7. Louis Rosier, Ecurie Rosier (Maserati)
8. Ken Wharton, BRM (Maserati)
9. Prince Bira, Bira (Maserati)

### Förare som bröt loppet
- Sergio Mantovani, Maserati (varv 58, bromsar)
- Emmanuel de Graffenried, Emmanuel de Graffenried (Maserati)[1]
- Ottorino Volonterio, Emmanuel de Graffenried (Maserati)[1] (57, motor)
- Hans Herrmann, Mercedes-Benz (50, tändning)
- Maurice Trintignant, Ferrari (47,växellåda)
- Jacques Pollet, Gordini (37, motor)
- Harry Schell, Harry Schell (Maserati) (29, transmission)
- Stirling Moss, Maserati (20, oljepump)
- Jean Behra, Gordini (17, bromsar)
- Jacques Swaters, Ecurie Francorchamps (Ferrari) (16, motor)
- Alberto Ascari, Lancia (10, koppling)
- Luigi Villoresi, Lancia (2, bromsar)
- Robert Manzon, Ecurie Rosier (Ferrari) (2, motor)

### Förare som ej startade
- Peter Collins, Vanwall (olycka)